# Альбертский университет
Альбертский университет (англ. University of Alberta; Университет Альберты) — канадский университет в городе Эдмонтон провинции Альберта.
Предлагает 200 бакалаврских и 170 магистерских программ. Имеет пять кампусов. Обучается 35 000 студентов.

## История
Основанный в 1908 году, университет Альберты является одним из передовых учебных заведений Канады. С 1951 года работает университетская Библиотека Резерфорда.

## Структура
15 университетских факультетов и два колледжа.
Факультеты
- сельского хозяйства, леса и национальной экономики (Agriculture, Forestry and Home Economics),
- искусств (Arts),
- бизнеса (School of Business),
- образования (Education),
- инженерный (Engineering),
- факультет Св. Иоанна (Facultе Saint-Jean),
- права (Law),
- библиотечного дела и информации (Library and Information Studies),
- медицины и стоматологии (School of Medicine and Dentistry),
- национальных меньшинств (School of Native Studies),
- сестринского дела (Nursing),
- фармакологии и фармацевтики (Pharmacy and Pharmaceutical Sciences),
- физического воспитания и реабилитации (Physical Education and Recreation),
- реабилитационной медицины (Rehabilitation Medicine),
- науки (Science).

В состав университета входят также два колледжа:
- Св. Иосифа (St. Joseph`s) College,
- Св. Стефана (St. Stephen`s College).